# Roia
De Roia is een 59 kilometer lange rivier in Frankrijk en Italië.
De rivier ontspringt op het Franse grondgebied nabij de Tendapas en stroomt vervolgens door het Nationaal Park Mercantour. Ze passeert de dorpen Tende en Breil-sur-Roya vooraleer ze bij La Brigue en Olivetta San Michele Italië binnenstroomt. De rivier mondt uit in de Middellandse Zee bij Ventimiglia.
De Tendapas en de Roia vormen de scheiding tussen de Zee-Alpen in het westen en de Ligurische Alpen in het oosten.

## Grenswijzigingen

### Ancien régime
In 1388 werden de zogeheten Nizzardische Landen (het achterland van Nizza) afgestaan door de Provence aan Amadeus VII van Savoye van het graafschap Savoye onder de naam nieuwe gebieden van Provence (terres neuves de Provence). Het gebied omvatte naast Nizza ook Puget-Théniers, dorpen in de valleien van de Tinée en de Vésubie en de dorpen Breglio en Saorgio in de vallei van de Roia. In de zestiende eeuw verwierf het huis Savoie ook het graafschap Tende.
Ventimiglia werd in 1139 veroverd door de Genuezen en zou altijd "Italiaans" blijven.

### 1860
In 1859 trok koning Victor Emanuel van het koninkrijk Piëmont-Sardinië (de opvolger van het graafschap Savoye) samen met Frankrijk ten strijde tegen Oostenrijk. Piëmont-Sardinië verkreeg hierdoor het door Napoleon III veroverde Lombardisch-Venetiaans Koninkrijk, waarbij Frankrijk als tegenprestatie de gebieden Savoye en Nizza verkreeg. Zo werd in 1860 het grondgebied van het graafschap Nice overgedragen van Piëmont-Sardinië aan Frankrijk. Voor de vallei van de Roia ging het om de nieuwe Franse gemeentes Breil-sur-Roya (Breglio) en Saorge (Saorgio). Tende werd niet overgedragen aangezien dit historisch niet tot Nice behoorde. Hierdoor ontsprong de Roia in Piëmont-Sardinië om bij San Dalmazzo di Tenda Frankrijk binnen te stromen om daarna opnieuw bij Piena Bassa Piëmont-Sardinië binnen te stromen. Een jaar later, op 17 maart 1861, ging Piëmont-Sardinië op in het nieuwe Koninkrijk Italië.

### 1947
In 1947 werd na een lokaal referendum het hoogste deel van de vallei van de Roia (gemeentes Tenda en Briga Marittima) toegevoegd aan Frankrijk.

## Monaco
Monaco wordt van drinkwater voorzien via de Roia, hiervoor werd een overeenkomst gesloten tussen Italië en Monaco.
- Bibliothèque nationale de France: cb11957643h (data)
- Gemeinsame Normdatei: 4453269-6
- Library of Congress Control Number: sh2004014709
- Nationale Bibliotheek van Israël: 987007535139405171
- Système universitaire de documentation: 027562751
- Virtual International Authority File: 1248148574340324430001